# Inti Watana (Ayacucho)
Inti Watana  (do quechua , Inti = "Sol", Wata = "para amarrar", "engatar" e Na = sulfixo que indica "lugar", lugar para amarrar o sol)  ou Pumaqucha ( do quechua , Puma = Onça Parda , Qucha = Lago, Lago do Puma) é um Sítio Arqueológico do Peru localizado no distrito de Vischongo, na província de Vilcas Huamán , Região de Ayacucho. . O complexo foi declarado Patrimônio Cultural Nacional do Peru pela Resolución Diretoria Nº 751 / INC em 27 de julho de 2001.

## Histórico
O complexo arqueológico de Inti Watana era uma zona residencial e de descanso da élite Inca. Algumas construções se destacam, entre elas o palácio, o torreão e os balneários em cuja base se encontra uma pedra talhada com 17 ângulos.  Foi construído entre 1400 e 1500 (durante os governos Tupac Yupanqui e Huayna Capac) em conjunto com a llacta (cidade) incaica de Vilcashuamán e tinham funções complementares. 
O palácio (kallanka, onde normalmente eram hospedados os emissários incas) tem uma estrutura bem acabada, seus muros de pedra foram bem esculpidos e montados com a reconhecida técnica inca. Junto ao palácio, encontramos o relógio solar o Intiwatana.  
Na parte superior do complexo encontramos um outro edifício chamado "El Torreón". Tem forma semicircular e quartos pequenos em seu interior, acredita-se que serviriam para rituais.  
Por fim a área dos balneários "Baños del inca" construídas com pedras polidas e bem unidas. Aqui ainda existem dois canais para a circulação de água ainda em funcionamento.   